# رویزین مورفی
رویسین ماری مورفی (‎/roʊˈʃiːn/‎ roh-SHEEN, ایرلندی: [ɾˠo:ˈʃi:nʲ]; متولد ۵ ژوئیه ۱۹۷۳) یک خواننده، آهنگساز و تهیه‌کننده ضبط ایرلندی است. او برای اولین بار در دهه ۱۹۹۰ شناخته شد.
رویسین ماری مورفی در ۵ ژوئیه ۱۹۷۳ در آرکلو متولد شد. هنگامی که ۱۲ ساله بود، او و خانواده اش به انگلستان نقل مکان کردند و در منچستر ساکن شدند. پس از سه سال زندگی در منچستر، والدین او طلاق گرفتند و هر دو به ایرلند بازگشتند. مورفی ۱۵ ساله، با این حال، اصرار داشت که در انگلستان تنها بماند. او یک سال با بهترین دوستش زندگی کرد تا اینکه با دریافت کمک هزینه مسکن به آپارتمانی در همان نزدیکی نقل مکان کرد.

## زندگی شخصی
سال‌های تحصیلی مورفی در سال ۲۰۱۹ سخت بود، زیرا گفته‌است که: «هیچ وقت احساس نمی‌کردم که مثل مورد آزار و اذیت قرار بگیرم؛ همیشه احساس می‌کردم که مردم را مرعوب می‌کنم، و به همین دلیل به دردسر افتادم.» او با گروهی از «پسران عجیب و غریبی که سیاه می‌پوشیدند» دوست شد. وقتی مورفی با یکی از دوستانش در کنسرت جوانان سونیک شرکت کرد، تصمیم گرفت که یک مجری شود. او صدای آواز خود را پنهان می‌کرد، و نمی‌خواست دیگران بدانند که او «شبیه الین پیج است». او بعداً به یک گروه پست پانک پیوست که پس از چند اجرا از هم جدا شدند. او در سن ۱۷ سالگی در کالج کلاس ششم ثبت نام کرد و بعداً به فکر رفتن به مدرسه هنر افتاد. در سن ۱۹ سالگی، او به شفیلد نقل مکان کرد، جایی که او شروع به رفتن به کلوپ‌های شبانه کرد و از طرح‌های ویوین وست‌وود الهام گرفت.
اکنون مورفی در ایبیزا زندگی می‌کند، او قبلاً با هنرمند بریتانیایی سایمون هنوود رابطه داشت. دختر آنها، کلوداگ، در ۱۵ دسامبر ۲۰۰۹ به دنیا آمد. مورفی در حال حاضر با تهیه‌کننده ایتالیایی سباستیانو پروپرزی رابطه دارد. پسر آنها، تدق، در سپتامبر ۲۰۱۲ به دنیا آمد.

## جوایز
| سال  | جایزه                            | نقش                  | دسته                              | نتیجه    | منبع.  |
| ---- | -------------------------------- | -------------------- | --------------------------------- | -------- | ------ |
| ۱۹۹۹ | Ivor Novello Awards              | "Sing It Back"       | The Ivors Dance Award             | نامزدشده | [ ۱۹ ] |
| ۲۰۰۰ | Brit Awards                      | "Sing It Back"       | British Single of the Year        | نامزدشده | [ ۲۰ ] |
| ۲۰۰۰ | ASCAP Pop Music Awards           | "Sing It Back"       | Club Award                        | برنده    | [ ۲۱ ] |
| ۲۰۰۰ | MTV Europe Music Awards          | Moloko               | Best Dance                        | نامزدشده | [ ۲۲ ] |
| ۲۰۰۰ | Q Awards                         | "The Time is Now"    | Best Single                       | نامزدشده | [ ۲۳ ] |
| ۲۰۰۱ | Ivor Novello Awards              | "The Time is Now"    | The Ivors Dance Award             | نامزدشده | [ ۱۹ ] |
| ۲۰۰۱ | Brit Awards                      | "The Time is Now"    | British Single of the Year        | نامزدشده | [ ۲۴ ] |
| ۲۰۰۱ | Brit Awards                      | "The Time is Now"    | British Video of the Year         | نامزدشده | [ ۲۴ ] |
| ۲۰۰۱ | Brit Awards                      | Moloko               | British Group                     | نامزدشده | [ ۲۴ ] |
| ۲۰۰۱ | Brit Awards                      | Moloko               | British Dance Act                 | نامزدشده | [ ۲۴ ] |
| ۲۰۰۳ | TMF Awards                       | Statues              | Best International Album          | نامزدشده | [ ۲۵ ] |
| ۲۰۰۳ | TMF Awards                       | Moloko               | Best International Dance          | نامزدشده | [ ۲۵ ] |
| ۲۰۰۳ | TMF Awards                       | Moloko               | Best International Live           | نامزدشده | [ ۲۵ ] |
| ۲۰۰۳ | Žebřík Music Awards              | Moloko               | Best International Group          | نامزدشده | [ ۲۶ ] |
| ۲۰۰۳ | Žebřík Music Awards              | Moloko               | Best International Surprise       | نامزدشده | [ ۲۶ ] |
| ۲۰۰۳ | Žebřík Music Awards              | Herself              | Best International Female         | نامزدشده | [ ۲۶ ] |
| ۲۰۰۳ | Žebřík Music Awards              | Statues              | Best International Album          | نامزدشده | [ ۲۶ ] |
| ۲۰۰۴ | Ivor Novello Awards              | "Familiar Feeling"   | The Ivors Dance Award             | نامزدشده | [ ۱۹ ] |
| ۲۰۰۴ | Meteor Music Awards              | Herself              | Best Irish Female                 | نامزدشده |        |
| ۲۰۰۴ | Edison Awards                    | Statues              | Best Dance                        | برنده    | [ ۲۷ ] |
| ۲۰۰۵ | Antville Music Video Awards      | "Sow into You"       | Worst Video                       | نامزدشده | [ ۲۸ ] |
| ۲۰۰۵ | Žebřík Music Awards              | Herself              | Best International Female         | نامزدشده | [ ۲۹ ] |
| ۲۰۰۵ | Žebřík Music Awards              | Herself              | Best International Surprise       | نامزدشده | [ ۲۹ ] |
| ۲۰۰۶ | Meteor Music Awards              | Herself              | Best Irish Female                 | نامزدشده |        |
| ۲۰۰۷ | Popjustice £20 Music Prize       | "Overpowered"        | Best British Pop Single           | نامزدشده |        |
| ۲۰۰۷ | Žebřík Music Awards              | Overpowered          | Best International Album          | نامزدشده | [ ۲۹ ] |
| ۲۰۰۷ | Choice Music Prize               | Overpowered          | Album of the Year                 | نامزدشده | [ ۳۰ ] |
| ۲۰۰۸ | Hungarian Music Awards           | Overpowered          | Best Foreign Dance Album          | نامزدشده | [ ۳۱ ] |
| ۲۰۰۸ | Meteor Music Awards              | Herself              | Best Irish Female                 | نامزدشده |        |
| ۲۰۰۸ | Meteor Music Awards              | Herself              | Best Irish Pop Act                | نامزدشده |        |
| ۲۰۰۸ | UK Music Video Awards            | "You Know Me Better" | Best Styling in a Video           | نامزدشده |        |
| ۲۰۱۵ | UK Music Video Awards            | "Evil Eyes"          | Best Styling in a Video           | نامزدشده | [ ۳۲ ] |
| ۲۰۱۵ | Mercury Prize                    | Hairless Toys        | Album of the Year                 | نامزدشده | [ ۳۳ ] |
| ۲۰۱۵ | Choice Music Prize               | Hairless Toys        | Album of the Year                 | نامزدشده | [ ۳۴ ] |
| ۲۰۱۶ | International Dance Music Awards | "Evil Eyes"          | Best Indie Dance Track            | نامزدشده | [ ۳۵ ] |
| ۲۰۱۶ | AIM Independent Music Awards     | Herself              | Outstanding Contribution to Music | برنده    | [ ۳۶ ] |
| ۲۰۱۹ | Q Awards                         | "Incapable"          | Best Track                        | نامزدشده | [ ۳۷ ] |
| ۲۰۲۰ | Choice Music Prize               | Róisín Machine       | Album of the Year                 | نامزدشده | [ ۳۸ ] |
| ۲۰۲۰ | Rober Awards Music Prize         | Herself              | Best Electronic Artist            | نامزدشده | [ ۳۹ ] |
| ۲۰۲۰ | Rober Awards Music Prize         | "Jealousy"           | Floorfiller of the Year           | نامزدشده | [ ۳۹ ] |